# TortoiseSVN
TortoiseSVN è un client grafico di Subversion, programmato per funzionare come un'estensione di Microsoft Windows. È un programma gratuito rilasciato sotto GNU General Public License.
Nel 2007 TortoiseSVN ha vinto il premio di SourceForge per il più utile strumento per gli sviluppatori, votato dalla comunità.
TortoiseMerge è uno strumento open source che viene distribuito assieme a TortoiseSVN, utile per mostrare le differenze tra due file.
TortoiseSVN può integrarsi con Microsoft Visual Studio utilizzando i plugin di terze parti come VisualSVN, VsTortoise e AnkhSVN.